# Novi Jankovci
Novi Jankovci – wieś w Chorwacji, w żupanii vukowarsko-srijemskiej, w gminie Stari Jankovci. W 2011 roku liczyła 934 mieszkańców.